# Kanton Saint-Maur-des-Fossés-1
Kanton Saint-Maur-des-Fossés-1 is een kanton van het Franse departement Val-de-Marne. Kanton Saint-Maur-des-Fossés-1 maakt deel uit van het arrondissement Nogent-sur-Marne en telt 61.686 inwoners in 2017.
Het kanton werd opgericht bij decreet van 17 februari 2014, met uitwerking in maart 2015.

## Gemeenten
Het kanton Saint-Maur-des-Fossés-1 omvat enkel een deel van de gemeente Saint-Maur-des-Fossés.